# Bulbophyllum hodgsonii
Bulbophyllum hodgsonii là một loài phong lan thuộc chi Bulbophyllum.